# Terrestrisch
Das Eigenschaftswort terrestrisch beschreibt jene Methoden, Vorgänge, Daten, Systeme, Instrumente, Organismen, Ablagerungen oder Objekte, die irdisch, erdgebunden oder landgestützt sind:
- irdisch – sich auf den Planeten Erde (lateinisch terra) beziehend (Gegensatz: extraterrestrisch)
- erdgebunden – sich auf der Erde befindend bzw. dort stattfindend
- landgestützt – zur Landfläche der Erde bzw. zu Anwendungen oder Prozessen gehörend, die sich auf dem Land (und nicht in der Luft oder auf oder im Wasser) abspielen

## Beispiele

### Irdisch
- Terrestrische Koordinaten- und Bezugssysteme (im Gegensatz etwa zu astronomischen Systemen);
- der Erde zugehörende planetare und globale Eigenschaften (etwa Schwerefeld, Magnetismus …), geologische Vorgänge sowie entsprechende Messdaten;
- irdische Verhältnisse im Vergleich oder in Beziehung zur Sonne, zum Mond, zu anderen Planeten.

### Erdgebunden
- erdgebundene Observatorien (siehe auch terrestrisches Fernrohr), Messinstrumente oder Verfahren (wie die terrestrische Navigation) im Gegensatz zu solchen, die im Luftraum oder Weltall eingesetzt werden (z. B. satellitengestützte Methoden);
  - so wird eine Datenübertragung über Funk dann als terrestrisch bezeichnet, wenn sie keinen Satelliten als Zwischenstation verwendet (z. B. steht das T in DVB-T für „terrestrisch“), siehe auch terrestrische Übertragung und terrestrisches Fernsehen.

### Landgestützt
- landgestützte Verkehrsmittel, Waffensysteme
- Tiere, Pflanzen und andere Organismen (siehe auch Landgang (Biologie)) sowie geologische Ablagerungsräume auf dem Land – im Gegensatz zu solchen im Wasser (aquatil, aquatisch), also etwa im Ozean (marin) oder in Binnengewässern (limnisch, fluviatil).
  - Terrestrische Ökosysteme, häufig synonym mit Biom, sind Lebensräume der Landoberfläche.
  - bei Pflanzen werden nur solche Arten als terrestrisch angesehen, die direkt im Erdboden wurzeln und nicht auf Gestein, anderen Pflanzen wachsen.
  - terrestrische Waldinventur: Baumumfänge werden gemessen; der Belaubungsgrad der Baumkronen durch Augenschein vom Boden aus geschätzt.

### Erdähnlich
- terrestrischer oder erdähnlicher Planet